# 나미브 (드라마)
《나미브》는 2024년 12월 23일부터 2025년 1월 28일까지 방송된 ENA 월화 드라마다.

## 기획 의도
해고된 스타 제작자 강수현과 방출된 장기 연습생 유진우가 만나 각자의 목표를 위해 나아가는 이야기

## 제작진

### 제작사
- SLL
- 스튜디오 우영수

### 극본
- 엄성민 : 영화 《국가부도의 날》(각본) 집필

### 연출
- 한상재 : tvN 《재밌는 TV 롤러코스터》(공동 연출), tvN 《막돼먹은 영애씨 8》(메인 연출), tvN 《막돼먹은 영애씨 9》(메인 연출), tvN 《막돼먹은 영애씨 10》(메인 연출), tvN 《막돼먹은 영애씨 11》(메인 연출), tvN 《막돼먹은 영애씨 12》(메인 연출), tvN 《막돼먹은 영애씨 13》(메인 연출), tvN 《막돼먹은 영애씨 14》(메인 연출), tvN 《막돼먹은 영애씨 15》(메인 연출), tvN 월화 드라마 《시를 잊은 그대에게》(메인 연출), tvN 금요 드라마 《막돼먹은 영애씨 17》(메인 연출), ENA 월화 드라마 《마당이 있는 집》(책임 프로듀서), TVING 《잔혹한 인턴》(메인 연출), ENA 수목 드라마 《유괴의 날》(책임 프로듀서) 연출
- 강민구 : JTBC 금토 드라마 《이태원 클라쓰》(공동 연출), TV조선 토일 드라마 《복수해라》(공동 연출), ENA 수목 드라마 《굿잡》(공동 연출), DISNEY+ 《변론을 시작하겠습니다》(연출) 연출

## 등장 인물

### 주요 인물
- 고현정 : 강수현 역 - 탁월한 안목의 스타 제작자이자 판도라 엔터테인먼트 공동 대표이지만 마음은 늘 사막처럼 말라붙어 있다, 자신이 세운 회사에서 갑작스레 쫓겨나며 인생이 한층 더 황량해 지기 시작한 와중, 자신의 촉을 깨우는 유진우를 만나 서로의 인생을 건 계약을 맺게 된다. 진우의 어머니. 준석의 아내.
- 려운 : 유진우 역 - 판도라 엔터테인먼트의 장기 연습생, 재능은 확실하지만 스스로에 대한 확신은 없어 매번 데뷔조에서 떨어지고 스타가 되겠다는 꿈도 희미해질 무렵, 소속사에서도 빚 2억을 떠맡고 방출된다. 그때, 자신을 알아봐 준 강수현과 손을 잡고 다시 꿈을 꾸기 시작한다.
- 윤상현 : 심준석 역 - 수현의 남편이자 음악 프로듀서, 지금은 바쁜 아내와 다친 아들을 뒷바라지하느라 프로페셔널 주부 9단으로 살아가고 있지만 늘 현업으로의 복귀를 꿈꾸고 있다. 진우의 아버지.
- 이진우 : 심진우 역 - 준석과 수현의 아들, 모종의 이유로 청력을 잃게 된 후천적 청각장애인이다. 장애로 인한 부모님의 과보호를 부담스럽게 느끼며 울타리에서 벗어나고 싶다는 목표를 가지고 있다.

### 주변 인물
- 이승준 : 장현철 역 - 판도라 엔터테인먼트의 새로운 대표이사, 매니저 팀장 시절, 강수현에게 큰 상처를 받고 복수를 결심하게 된다.
- 이기택 : 크리스 역 - 장현철의 오른팔이자 유진우의 친한 형, 한 때는 유진우와 판도라 엔터테인먼트에 소속된 연습생이었으나 방출 이후 클럽 '뮤즈'에서 일하며 장현철을 도우고 있다.
- 김현숙 : 홍정화 역 - 판도라 엔터테인먼트 창립 제1호 솔로가수이자 수현의 친구, 현재는 방송 생활을 정리하고 이탈리아 레스토랑 '플라비아'를 운영하고 있다.
- 인교진 : 오봉규 역 - 판도라 엔터테인먼트의 투자사인 스마일투자의 대표, 모종의 사건으로 수현에게 앙심을 품고 복수를 꿈꾼다.
- 유주 : 경하나 역 - 장현철이 데려온 판도라 엔터테인먼트의 연습생
- 김지우 : 윤지영 역 - 판도라 엔터테인먼트의 연습생이자 유진우의 친구
- 사강 : 강주현 역
- 박시윤 : 시윤 역

### 기타 인물
- 이주영(이경희) : 유진우의 엄마 역
- 이효정 : 강수현의 아버지 역
- 조민욱 : 박 피디 역
- 미상 : 조연출 역
- 미상 : 유진우의 이모 역
- 미상 : 기자 역
- 미상 : 윤희 역(†)
- 미상 : 운전자 역
- 미상 : 강수현의 어머니 역
- 미상 : 공장장 역
- 미상 : 김 대표 역
- 하유준 : 김이준 역
- 미상 : 변호사 역
- 최찬호 : 박윤 역
- 남규희 : 장윤희 역
- 미상 : 김 대표의 아들 역
- 미상 : 오토바이를 탄 남자 역
- 미상 : 변호사 역

## 참고 사항
- 기존 발표되었던 가제 '별이 빛나는 밤'은 2024년 하반기에 방송 예정인 MBC 수목드라마 별이 빛나는 우리의 제목과 비슷하다.
- 2024년 7월 7일, 고현정이 인스타그램 게시물을 통해 촬영을 시작했음을 알려왔다. 다만 사진 속 풍선에 현재 가제로 알려져 있는 '별이 빛나는 밤'이 아닌 기존 가제로 언급되어왔던 '나미브'가 쓰여있어 제목이 '나미브'로 확정되었을 가능성이 생겼다. 이후 기사를 통해 제목이 '나미브'로 확정되었음이 알려졌다.
- 려운과 이기택은 인서울2 이후로 3년만에 재회한다.
- 려운과 인교진은 오! 삼광빌라 이후로 4년만에 재회한다.

## 같이 보기
- 대한민국의 텔레비전 드라마 목록 (ㄴ)
- 2024년 대한민국의 텔레비전 드라마 목록